# القصف الروسي على الشيشان 1999
كان القصف الروسي للشيشان عام 1999 عبارة عن عملية عسكرية قامت بها القوات الجوية الروسية ضد جمهورية إيشكيريا الشيشانية والتي كانت مقدمة للجزء الرئيسي من حرب الشيشان الثانية. في أواخر أغسطس وسبتمبر 1999، شنت روسيا حملة جوية واسعة النطاق على الشيشان، بهدف معلن هو القضاء على المسلحين الذين غزوا داغستان في الشهر السابق.
وأشار قائد القوات الجوية الروسية أناتولي كورنوكوف إلى وجود أوجه تشابه بين الهجمات على الشيشان وقصف الناتو ليوغوسلافيا. 

## الحملة
في 26 أغسطس 1999، اعترفت روسيا بغاراتها الجوية في الشيشان.  هاجمت الطائرات الروسية عدة أهداف في سيرجين يورت وبينوي وعلى طول مضيق فيدينو.
وللمساعدة في حشد الدعم السياسي للعملية، أصدر جهاز الأمن الفيدرالي شريط فيديو لمسلحين شيشان يرتكبون ما وصفه بـ "فظائع ضد الجنود الروس". وقال أحد أعضاء لجنة الدفاع في مجلس الدوما: "علينا أن نضربهم ونضربهم ونضربهم مرة أخرى حتى يقول السيد مسخادوف إنه لم يبق أحد سوى المدنيين. ثم يجب أن ندخل ونرى ذلك بأنفسنا". 
في 23 سبتمبر 1999، تم إطلاق أول سلسلة من الهجمات الصاروخية على العاصمة الشيشانية غروزني. كان الهدف الأول هو مطار غروزني الذي يقع على بعد كيلومترين من وسط المدينة. وفي الشمال الشرقي، اشتعلت النيران في مستودعات الوقود ومصفاة النفط في غروزني. خلال اليومين التاليين من الهجمات الجوية الروسية على المدينة، قُتل ما لا يقل عن 31 شخصًا وجُرح أكثر من 60 آخرين.
وفي 27 سبتمبر 1999، قُتل ما لا يقل عن 42 شخصًا وأصيب أكثر من 200 آخرين في الغارات الجوية على غروزني.

## التأثيرات
وحتى 25 سبتمبر 1999، نفذت الطائرات الحربية الروسية ما لا يقل عن 1700 طلعة جوية منذ بدء عمليات القصف. وزعمت القيادة الروسية أنه تم تدمير إجمالي 150 قاعدة عسكرية، إلى جانب 30 جسرًا و80 مركبة وستة أجهزة إرسال لاسلكية، بينما تم تلغيم 250 كيلومترًا من الطرق الجبلية. وفي أوائل أكتوبر، قال الرئيس الشيشاني أصلان مسخادوف إن حوالي 60 إلى 70 بالمائة من الجسور في الشيشان قد دمرت.
وسرعان ما شلت الغارات الجوية نظام الهاتف الثابت والمحمول في الشيشان وأصابت محطة التلفزيون الشيشانية. كما انقطعت إمدادات الكهرباء. أدى انقطاع الكهرباء إلى شل قدرة الإدارة الشيشانية على المنافسة في حرب المعلومات. 
وبحسب ما ورد أدت الهجمات إلى مقتل مئات المدنيين وأجبرت ما لا يقل عن 100 ألف شيشاني على الفرار من منازلهم. وورد أن منطقة إنغوشيتيا المجاورة طلبت مساعدة الأمم المتحدة للتعامل مع عشرات الآلاف من اللاجئين.  في 2 أكتوبر 1999، اعترفت وزارة الطوارئ الروسية بأن حوالي 78,000 شخص فروا من الغارات الجوية في الشيشان، وتوجه معظمهم إلى إنغوشيا، حيث يصلون بمعدل يتراوح بين 5000 إلى 6000 شخص يومياً.